# درخت چنار کهنسال محلات
درخت چنار کهن محلات با قدمت 300 الی 350 ساله(قید شده در تابلو ثبت یادمان) در شهرستان محلات، بخش مرکزی، واقع شده و این اثر در تاریخ 8 آذر 1394 با شمارهٔ ثبت 276 به‌عنوان یکی از آثار ملی ایران به ثبت رسیده است. در برخی منابع گفته میشود سن این درخت بسیار بیشتر از سن ثبت شده در تابلو یادمان است.